# 胡惟庸
胡惟庸（14世纪—1380年3月6日），安徽定遠人，与李善长同乡。明朝開國功臣，最後一任中書省丞相。因被疑叛亂，爆發了胡惟庸案，後遭明太祖處死。

## 生平
胡惟庸出生年份不詳。龍鳳元年（1355年）投朱元璋于和州，授元帅府奏差，不久转任宣使，又任宁国县主簿，进升知县，又升吉安府通判，再升湖广行省佥事。吴元年（1367年），任太常寺少卿，再进寺卿。洪武三年（1370年），为中书省参知政事。不久，接替汪广洋任中书左丞。洪武六年（1373年）正月，右丞相汪广洋被贬任广东行省参政。明太祖因丞相人选难觅，所以很久没任命丞相补缺。胡惟庸于是独专中书省事务。七月，任右丞相，不久，升任左丞相，汪广洋又出任右丞相。
自前中书左丞杨宪被杀后，明太祖认为胡惟庸有才干，很信任他。胡惟庸也自我激励，曾以遇事小心谨慎迎合明太祖的意图并博得宠信。他为此当了多年独相，在案件裁决、官员任免等方面，有时不报告明太祖便自行执行。内外各部门的奏章，他都先拿来看，凡是对自己不利的，便扣下不上呈。各方面热衷功名之徒，以及失去了职位的功臣武将，争相拜访其门，贿送金帛、名马、玩好之物，不可胜数。徐达对他极其厌恶，密报明太祖；胡惟庸于是诱惑徐达的守门人福寿谋害徐达，但被福寿揭发；徐达没有追究，但经常对明太祖说胡惟庸不适合任相。御史中丞刘基也曾说过他的短处，认为胡好比劣马，叫它驾车，必然会翻车坏事。后来刘基生病，明太祖派胡惟庸带医生探视，並讓劉基服下一帖藥。不久後劉基逝世，胡惟庸便被認為毒害刘基，但另有劉基自然病故之說。刘基死后，他更加无所顾忌。胡惟庸将哥哥的女儿嫁给太师李善长的侄子李佑为妻。学士吴伯宗弹劾胡惟庸，但差点遭祸。此后，他权势更盛。在他定远旧宅的井中，突然生出石笋，出水数尺深，谄媚者争相说这是祥瑞。他们还说胡惟庸祖父三代的坟墓上，每天晚上都有火光照亮天空。胡惟庸更加高兴和自负，从此有了异心。
吉安侯陆仲亨从陕西回朝，擅自乘坐驿车。明太祖怒而责骂说：“中原在战乱之后，人民刚刚复业，驿站买马非常艰难。如果大家都像你这样，人民就是将子女全部卖掉，也不能供给。”责令他到代县缉拿盗贼。平凉侯费聚奉命安抚苏州军民，整天沉溺酒色。明太祖大怒，责令他往西北去招降蒙古，他无功而返，明太祖又重责他。二人非常害怕。胡惟庸便暗中对两人威逼利诱。两人一向愚勇，见胡惟庸正专权用事，便与他秘密往来。两人曾到胡惟庸家饮酒，酒酣时，胡惟庸屏退左右，对他俩说：“我等所干的事多不合法，一旦被发觉将怎么办？”两人更加惶恐。胡惟庸于是将自己的主意告诉了他们，令他们在外面收集兵马。
胡惟庸又曾与陈宁坐在中书省中，阅览天下兵马簿籍，令都督毛骧将卫士刘遇贤和亡命之徒魏文进收为心腹。胡惟庸令太仆寺丞李存义暗中游说李善长。李善长年纪已老，不能坚决拒绝，开始不同意，后来便依违其间，说：“我老了，等我死了，你们再自己干吧！”胡惟庸更加以为事情可以成功，于是派明州卫指挥林贤出海招引日本，与他们约定日期相会。又派元朝旧臣封绩致书北元，向北元称臣，请求出兵做外应。这些事都还没有着手时，恰逢胡惟庸的儿子坐马车奔驰过市，坠死于车下，胡惟庸将驾车的人杀死。明太祖大怒，命他偿命。胡惟庸请求用金帛补偿驾车人家，明太祖不许。胡惟庸害怕了，便与御史大夫陈宁、中丞涂节等人图谋起事，密告四方以及依从于自己的武臣。
洪武十二年（1379年）九月，占城国入贡，胡惟庸等人不报告明太祖。宦官出来见到了贡使，便进宫奏告明太祖。明太祖大怒，下敕令责备中书省臣。胡惟庸和汪广洋叩头谢罪，但暗暗地将罪过归咎于礼部，礼部大臣又归咎于中书省。明太祖更加愤怒，将各臣僚全部关押起来，究问为首主持的人。不久，赐汪广洋死，汪广洋的妾陈氏为他陪死。明太祖问知陈氏乃是被沒入官的陈知县的女儿，大怒说：“被没入官的妇女，只给功臣家。文臣怎么得到？”便颁下敕令命法司调查。于是胡惟庸以及六部属官都应当被判罪。第二年正月，涂节便告发胡惟庸。御史中丞商暠当时被贬为中书省吏，也告发了胡惟庸的阴谋。明太祖大怒，下令廷臣轮番讯问，供词涉及陈宁、涂节。廷臣说：“涂节本来参与阴谋，见事情不成，才将变乱上告，不可不杀。”于是诛杀胡惟庸、陈宁和涂节，夷胡惟庸三族，史称“胡惟庸案”。
明太祖借胡惟庸案對文武功臣、官員大開殺戒，為免去君權被相權架空的可能性，亦一併廢除了中書省和相職。从此相权被剥夺，明朝政治制度进一步走向君主专制。

## 延伸阅读
[在维基数据编辑]
 《國朝獻徵錄·卷之十一》，出自焦竑《國朝獻徵錄》
 《明史卷三百〇八》，出自《明史》

| 官衔          | 官衔                           | 官衔                 |
| ------------- | ------------------------------ | -------------------- |
| 前任： 汪广洋 | 明朝中書省右丞相 1373年—1377年 | 繼任： 汪广洋        |
| 前任： 徐达   | 明朝中書省左丞相 1377年—1380年 | 明太祖以胡惟庸案废相 |